# Варано (Маса-Карара)
Варано је насеље у Италији у округу Маса-Карара, региону Тоскана.
Према процени из 2011. у насељу је живело 43 становника. Насеље се налази на надморској висини од 395 м.